# Reid Mumford
Jonathan Reid Mumford (* 22. Mai 1976 in Salt Lake City) ist ein ehemaliger US-amerikanischer Straßenradrennfahrer.
Reid Mumford wurde 2006 Zweiter beim USAC Road Festival Road Race und Etappenzweiter auf dem 13. Teilstück des International Cycling Classic in Green Bay. Im nächsten Jahr wurde er Profi bei dem US-amerikanischen Continental Team Kelly Benefit Strategies-Medifast. In der Saison 2009 gewann er mit seiner Mannschaft die zweite Etappe bei der Vuelta Ciclista del Uruguay nach Ramallo und wurde Zehnter der Gesamtwertung. Im selben Jahr belegte er bei der nationalen Straßenmeisterschaft im Einzelzeitfahren Platz vier.

## Erfolge
2009
- eine Etappe Vuelta Ciclista del Uruguay

## Teams
- 2007 Kelly Benefit Strategies-Medifast
- 2008 Kelly Benefit Strategies-Medifast
- 2009 Kelly Benefit Strategies
- 2010 Kelly Benefit Strategies
- 2011 Kelly Benefit Strategies-OptumHealth
- 2012 Team Optum-Kelly Benefit Strategies